# PROGLUTION
『PROGLUTION』（プログリューション）は、UVERworldの3枚目のオリジナルアルバム。2008年1月16日にgr8!Recordsより発売された。

## 背景とリリース
前作『BUGRIGHT』以来約11ヶ月ぶりとなるアルバム。タイトルは、先駆者を意味する”Progenitor”と、革命を意味する”Revolution”を合わせて革命の先駆者とした造語。これは、UVERworldが4枚目のアルバムで革命を起こすことを示唆している。発売当時のTAKUYA∞は「すでに次の構想も感じている」と述べていた。
これまでのアルバム中、最多となる18曲が収録されている。
通常盤と初回生産限定盤の2形態。初回生産限定盤にはDVD・三方背ケース・スペシャルフォトブックレットが付属している。通常盤のジャケットはメンバー全員の写真、初回限定盤のジャケットは、TAKUYA∞が狼の頭部をかぶった写真となっている。初回生産限定盤もしくは通常盤初回仕様の購入者には、購入者応募特典スペシャル・グッズプレゼントがあった。
| 形態           | 規格   | 規格品番    |
| -------------- | ------ | ----------- |
| 初回生産限定盤 | CD+DVD | SRCL-6693~4 |
| 通常盤         | CD     | SRCL-6695   |

本作の発売に伴い、アルバム発売後としては初となる2本の音楽番組へ出演した（『MUSIC STATION』『MUSIC JAPAN』）。披露曲はともに「浮世CROSSING」。
2008年の年間オリコンアルバムチャートにて、2ndアルバム『BUGRIGHT』（2007年2月21日発売）の85位を更新し、UVERworldの年間アルバムチャートでは最高位を記録した。
キャッチコピーは、『「もう音楽で世界は救えないことは分かっている、でも僕は一人になっても諦めない」TAKUYA∞』。

## 収録内容
| 全作詞: TAKUYA∞ (#8を除く)。 |                                               |                    |             |                    |      |
| #                            | タイトル                                      | 作詞               | 作曲        | 編曲               | 時間 |
| 1.                           | 「Roots」                                     | TAKUYA∞ (#8を除く) | 彰, TAKUYA∞ | UVERworld & 平出悟 | 4:33 |
| 2.                           | 「brand new ancient」                         | TAKUYA∞ (#8を除く) | 彰, TAKUYA∞ | UVERworld & 平出悟 | 3:32 |
| 3.                           | 「浮世CROSSING」                              | TAKUYA∞ (#8を除く) | 彰, TAKUYA∞ | UVERworld & 平出悟 | 4:32 |
| 4.                           | 「病的希求日記」                              | TAKUYA∞            | TAKUYA∞     | UVERworld & 平出悟 | 4:01 |
| 5.                           | 「counting song-H」                           | TAKUYA∞ (#8を除く) | TAKUYA∞     | UVERworld & 平出悟 | 4:14 |
| 6.                           | 「シャカビーチ〜Laka Laka La〜 (album ver.)」 | TAKUYA∞ (#8を除く) | UVERworld   | UVERworld & 平出悟 | 3:57 |
| 7.                           | 「GROOVY GROOVY GROOVY」                      | TAKUYA∞ (#8を除く) | 彰, TAKUYA∞ | UVERworld & 平出悟 | 3:28 |
| 8.                           | 「expod-digital」                             | TAKUYA∞ (#8を除く) | UVERworld   | UVERworld          | 3:22 |
| 9.                           | 「-妙策号外ORCHESTRA-」                       | TAKUYA∞ (#8を除く) | TAKUYA∞     | TAKUYA∞            | 0:55 |
| 10.                          | 「UNKNOWN ORCHESTRA (album ver.)」            | TAKUYA∞ (#8を除く) | TAKUYA∞     | UVERworld & 平出悟 | 5:21 |
| 11.                          | 「-god's followers-」                         | TAKUYA∞ (#8を除く) | TAKUYA∞     | TAKUYA∞            | 1:04 |
| 12.                          | 「神集め」                                    | TAKUYA∞ (#8を除く) | TAKUYA∞     | UVERworld & 平出悟 | 5:03 |
| 13.                          | 「-forecast map 1955-」                       | TAKUYA∞ (#8を除く) | TAKUYA∞     | TAKUYA∞            | 1:23 |
| 14.                          | 「ENERGY (album ver.)」                       | TAKUYA∞ (#8を除く) | TAKUYA∞     | UVERworld & 平出悟 | 4:51 |
| 15.                          | 「endscape (album ver.)」                     | TAKUYA∞ (#8を除く) | UVERworld   | UVERworld & 平出悟 | 4:29 |
| 16.                          | 「心が指す場所と口癖 そして君がついて来る」   | TAKUYA∞ (#8を除く) | UVERworld   | UVERworld & 平出悟 | 5:05 |
| 17.                          | 「オトノハ」                                  | TAKUYA∞ (#8を除く) | TAKUYA∞     | TAKUYA∞            | 3:05 |
| 18.                          | 「to the world (SE)」                         | TAKUYA∞ (#8を除く) | TAKUYA∞     | TAKUYA∞            | 1:46 |
| 合計時間:                    | 合計時間:                                     | 合計時間:          | 合計時間:   | 64:08              |      |

| #  | タイトル                                     | 作詞 | 作曲・編曲 |
| -- | -------------------------------------------- | ---- | ---------- |
| 1. | 「ゼロの答」(Music Clip)                     |      |            |
| 2. | 「endscape」(Music Clip)                     |      |            |
| 3. | 「シャカビーチ〜Laka Laka La〜」(Music Clip) |      |            |
| 4. | 「浮世CROSSING」(Music Clip)                 |      |            |
| 5. | 「BACKSTAGE of MUSIC CLIPS '07」             |      |            |

## 楽曲解説
Roots
本作のリードトラック。PVは千葉県の房総半島で撮影された。アルバムのキャッチフレーズである『もう音楽で世界は救えないことは分かっている』の部分と酷似した歌詞が使われている。楽曲の原型は彰が制作した。彰のギター演奏による原曲を聴いたTAKUYA∞は「メロディと歌詞が降って来た。」と語っている。TAKUYA∞曰く「革命の一曲目」である。
brand new ancient
「今も昔も変わってないもの」を探そうと思い、TAKUYA∞が様々な資料を調べ制作された楽曲。現代と江戸時代、二つの時代に生きる人々の世相とその相似点を歌っている。
浮世CROSSING
9thシングル。日本テレビ系連続テレビドラマ『働きマン』主題歌。
病的希求日記
「不条理なことが尽きることのない世の中で、人間は希望を病的に追い求めてる」という意味が込められた楽曲。TAKUYA∞は「この曲の歌詞が一番深く突き刺さるっていう人もいるんじゃないかな」「この曲には深い意味が込められていて特に聴いて欲しい曲だが、その反面あまり多くは語りたくない曲でもある」と語っている。
counting song-H
スペルのHは、紫陽花の学名ハイドランジアが由来となった。仮タイトルは「オニキス」。真太郎は「すごい綺麗な歌詞だから」と、気に入っている。曲名の意味は、紫陽花の花弁の数が不揃いで正解がないことから「紫陽花の数え唄」。元乃木坂46の高山一実が好きな曲として挙げている。
シャカビーチ〜Laka Laka La〜 (album ver.)
8thシングル「シャカビーチ〜Laka Laka La〜」のアルバムバージョン。シングルバージョンはラストに裏歌詞が流れるが、アルバムバージョンでは前奏前に裏歌詞が入る。
GROOVY GROOVY GROOVY
ライブをかなり意識して制作した楽曲。TAKUYA∞が彰の作ったデモに、そのままメロディ（歌）を乗せたもの。
expod-digital
ライブでのインストナンバーを更に磨いた楽曲。ライブ時にはこの曲に合わせて、それぞれの楽器隊が演奏した。（TAKUYA∞はヒューマンビートボックスを披露した）。メンバー各々が個性をより一層主張したいという想いを込めて作曲された。TAKUYA∞はヒューマンビートボックス以外に早口のラップも歌っている。ハウスの特徴を意識し、「expod-digital」から「ENERGY (album ver.)」まで一つに繋がっている。『Timeless TOUR 2006』において、すでに披露されていた。
-妙策号外ORCHESTRA-
次曲「UNKNOWN ORCHESTRA (album ver.)」と曲間なく繋がっている。
UNKNOWN ORCHESTRA (album ver.)
7thシングル「endscape」のカップリング曲「UNKNOWN ORCHESTRA」のアルバムバージョン。シングルには存在した頭サビ後のイントロが削除されている。
-god's followers-
次曲「神集め」と曲間なく繋がっている。
神集め
ギリシャ神話など神話の物語を多読したTAKUYA∞が、神がかり的なことを説明しようとした結果、天照大神にたどり着いたのがこの楽曲。「愛する者を亡くし、悲しんだ思いも時間が経つにつれて忘れてしまう。」という、スタッフとの会話をきっかけに完成した。
AKR氏（彰）が作ったのがホームラン級だったということで仮タイトルは「AKHR」であった。
-forecast map 1955-
戦後の高度成長期、様々なものに大きな変化が起きた1950年代ごろを歌った楽曲。TAKUYA∞曰く「自分の子供達のために用意した、あの時の未来予想図は盲目的だった。」と、次に繋がることを語っている。
次曲「ENERGY (album ver.)」と曲間なく繋がっている。
ENERGY (album ver.)
9thシングル「浮世CROSSING」のカップリング曲「energy」のアルバムバージョン。前奏部分のベースソロが削除され、タイトル表記が大文字に変更されている（「energy」→「ENERGY」）。
endscape (album ver.)
7thシングル「endscape」のアルバムバージョン。シングルバージョンは、MBS・TBS系アニメ『地球へ…』の初代オープニングテーマ曲。シングルバージョンに存在した前奏が削除されている。
心が指す場所と口癖 そして君がついて来る
ミドルテンポの曲調を提案したのは信人で、TAKUYA∞が友人の幸福な恋模様を羨んで作曲した。アルバム中、もっとも歌いづらかったと語っている。出会いと別れを意識した恋愛のテーマが多いUVERworldの楽曲の中では異色の作風である。
オトノハ
ライブでのMCで口にしてきた内容が歌詞に含まれている。ライブへ来られないファンにもMCの内容を伝えたいという思いが込められた楽曲。その思いは、自分たちの世話をしてくれるスタッフへも向けられている。弾き語りであり、TAKUYA∞が初めてギターで演奏に参加している。仮タイトルは「負けそうな時でも」。
to the world (SE)
歌詞にある「UVER SIX world」とは、サポートメンバーであるSEIKA（サックス）も含めたバンド6人を指す。また、英訳の歌詞には「これが革命に繋がっていく。」と、次のアルバムを匂わせた一節がある。これまでライブやツアー等でのオープニングは1stアルバム『Timeless』に収録された「SE」だったが、2008年の4度目の全国ツアー『UVERworld PROGLUTION TOUR 2008』よりこの曲となっている。

## 参加ミュージシャン
UVERworld
- TAKUYA∞：Vocal、Programming & Guitar (#17,18)
- 克哉：Guitar
- 彰：Guitar & Programming
- 信人：Bass
- 真太郎：Drums